# Ambasada Estonii w Rydze
Ambasada Estonii w Rydze (est. Eesti suursaatkond Riia, łot. Igaunijas Vēstniecība Rīgā) – misja dyplomatyczna Republiki Estońskiej w Republice Łotewskiej.

## Historia
Stosunki dyplomatyczne między Estonią i Łotwą datuje się już na grudzień 1918. De jure państwa uznały się wzajemnie w 1921. 13 marca 1919 26-letni wojskowy Julius Jürgenson został oficerem łącznikowym Estonii na Łotwie i tym samym pierwszym oficjalnym przedstawicielem Estonii w Rydze. W maje 1919 Jürgenson otworzył Konsulat Estonii w Rydze. Pod koniec 1919 władze estońskie mianowały swojego pierwszego przedstawiciela w Republice Łotewskiej w randzie posła. Został nim Karl Kornel. Wszyscy szefowie tej misji do utraty niepodległości byli mianowany w randzie posła.
Po upadku Związku Sowieckiego i odzyskaniu niepodległości przez oba kraje, przywrócono stosunki dyplomatyczne z dniem 6 września 1991. W 1992 Leili Utno została pierwszą ambasador Estonii w Rydze. 25 sierpnia 1992 dokonano uroczystego otwarcia ambasady. W wydarzeniu wzięli udział minister spraw zagranicznych Estonii Jaan Manitski i premier Łotwy Ivars Godmanis.

## Szefowie misji
jeżeli nie oznaczono inaczej do 1940 poseł nadzwyczajny i minister pełnomocny; od 1992 ambasador nadzwyczajny i pełnomocny
- Karl Kornel (1919 - 1919/20)
- Aleksander Hellat (1920 - 1922) początkowo chargé d’affaires, następnie poseł
- Julius Seljamaa (1922 - 1928)
- Eduard Virgo (1928 - 1931)
- Karl Menning (1933 - 1937)
- Hans Rebane (1937 - 1940)
- utrata niepodległości
- Leili Utno (1992 - 1993)
- Toomas Tiivel (1994 - 1998)
- Juhan Haravee (1998 - 2002)
- Toomas Lukk (2002 - 2006)
- Jaak Jõerüüt (2006 - 2010)
- Mati Vaarmann (2010 - 2014)
- Tõnis Nirk (2014 - 2018)
- Arti Hilpus (2018 - 2022)
- Eerik Marmei (od 2022)